# Brachytria thoracica
Brachytria thoracica là một loài bọ cánh cứng trong họ Cerambycidae.